# Ґлен Гаусман
Ґлен Гаусман (англ. Glen Housman, 3 вересня 1971) — австралійський плавець.
Призер Олімпійських Ігор 1992 року, учасник 1996 року.
Переможець Пантихоокеанського чемпіонату з плавання 1989, 1995 років.
Переможець Ігор Співдружності 1990, 1994 років.